# Ouvala

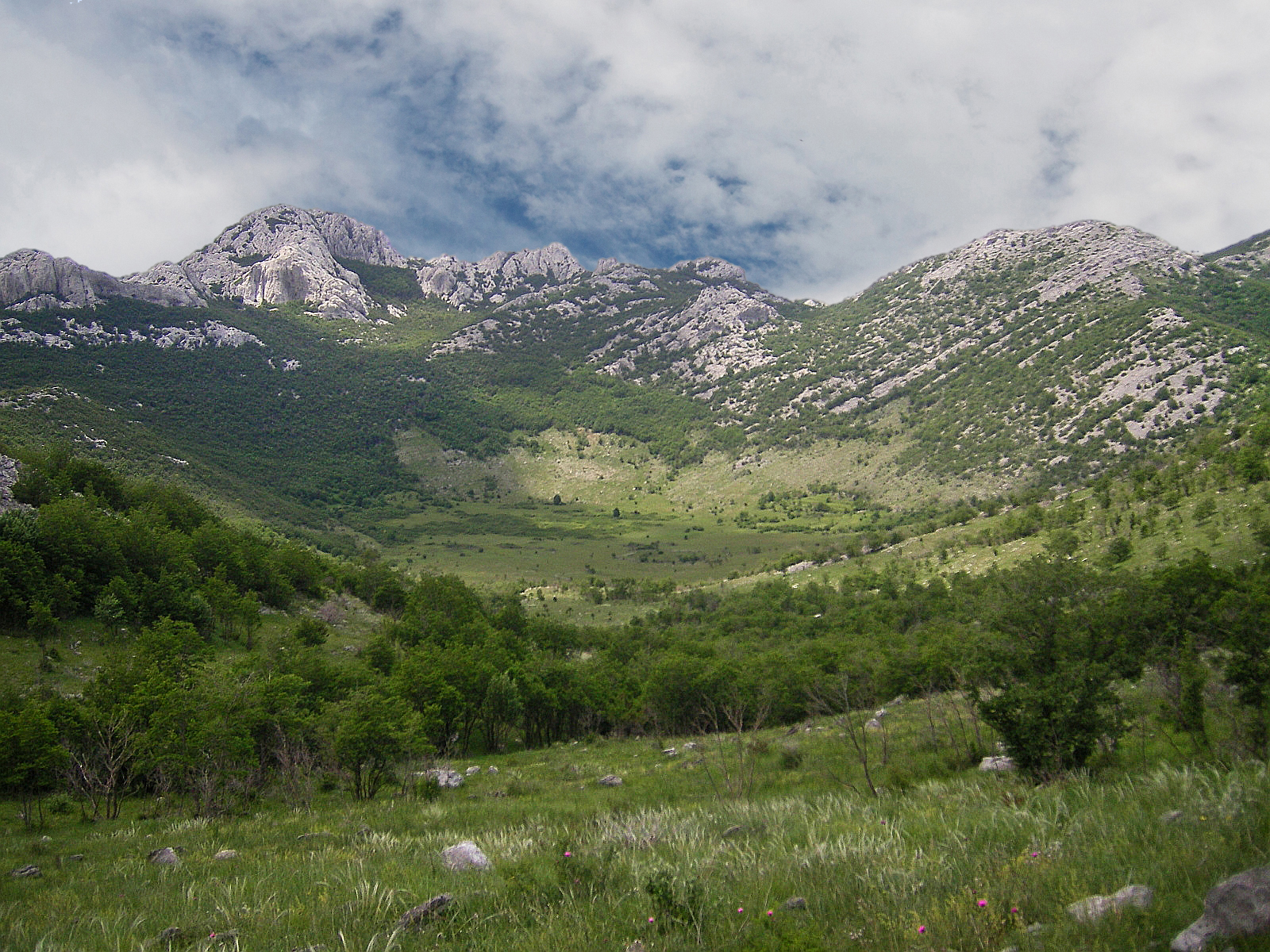
Un ouvala en Croatie

Ouvala est un mot d'origine serbe. Dans les régions de relief karstique, il désigne une vaste dépression résultant de la coalescence de plusieurs dolines.